# Malta, Kärnten
Malta är en ort och kommun  i Österrike. Den ligger i distriktet Spittal an der Drau i förbundslandet Kärnten, 260 km sydväst om huvudstaden Wien. 
Kommunen består av 16 orter (Ortschaften) (inom parentes invånarantal 1 januari 2024):

- Brandstatt (47)
- Brochendorf (50)
- Dornbach (170)
- Feistritz (42)
- Fischertratten (402)
- Göß (0)
- Gries (108)
- Hilpersdorf (201)
- Kleinhattenberg (21)
- Koschach (47)
- Krainberg (15)
- Malta (593)
- Maltaberg (58)
- Saps (69)
- Schlatzing (30)
- Schlatzingerau (22)